# Belgische federale verkiezingen 2003/Kandidatenlijsten/CDH
Dit zijn de kandidatenlijsten van het cdH voor de Belgische federale verkiezingen van 2003.

## Brussel-Halle-Vilvoorde

### Effectieven
1. Joëlle Milquet
2. André du Bus de Warnaffe
3. Clotilde Nyssens
4. Chantal Woitrin
5. Michaël Renous
6. Bertin Mampaka Mankamba
7. Ahmed Bakkali
8. Joël Riguelle
9. Catherine van Zeeland
10. Hamza Fassi-Fihri
11. Ibrahim Erkan
12. Fatima Moussaoui
13. Anne-Marie Claeys-Matthys
14. Sultan Izci
15. Laetitia Paelinck-Bergers
16. Olivier Milcamps
17. Nathalie de Suray
18. Chantal Noël
19. Olivier Degryse
20. Béatrice Fraiteur
21. Georges Dallemagne
22. Benoît Cerexhe

### Opvolgers
1. Hervé Doyen
2. Pol Willemart
3. Céline Fremault
4. Inès de Biolley
5. André Amand
6. Christine Gauthier-Legein
7. Jean-Pierre Butaye
8. Anne Marcus Helmons
9. Jeanne Nyanga-Lumbala
10. Xavier van Outryve d'Ydewalle
11. Claire Mahaux
12. Michel Lemaire

## Henegouwen

### Effectieven
1. Jean-Jacques Viseur
2. Anne-Marie Corbisier-Hagon
3. Jean-Pierre Detremmerie
4. Carlo Di Antonio
5. Catherine Guisset-Lemoine
6. Salvatore Bongiorno
7. Xavier Papier
8. Sophie Mal
9. Jean-Pierre Delitte
10. Delphine Deneufbourg
11. Béatrice Godefroid-Bulteau
12. Monique Stilmant
13. Gilbert Deleu
14. Savine Moucheron
15. Mohammed-Ali Dhaouadi
16. Corinne Ranocha
17. Marc D'Haene
18. Georgette Coquette-Guiot
19. Anne-Catherine Roobaert

### Opvolgers
1. Catherine Fonck
2. Damien Yzerbyt
3. David Lavaux
4. Véronique Salvi
5. Cindy Beriot
6. Philippe Debaisieux
7. Marie-Claire Picron
8. Anne Baud'Huin
9. Hugues Hainaut
10. Damien Buxant
11. Christian Brotcorne

## Luik

### Effectieven
1. Melchior Wathelet
2. Vanessa Matz
3. Louis Smal
4. Michel Firket
5. Joseph Maraite
6. Valérie Hiance
7. Marie-Martine Schyns
8. Patricia Creutz-Vilvoye
9. Cécile Boogaerts-Leclercq
10. Bernard Boxus
11. Luc Lejeune
12. Chantal Janssens
13. Frédérique Kersten
14. Luc Paque
15. William Ancion

### Opvolgers
1. Benoît Drèze
2. Christine Servaes
3. Mélanie Goffin
4. Jean-Paul Reynders
5. Jeanne Bissot-Bricheux
6. Nicole Musuwa-Mwadi
7. Pascale Gérouville
8. Mathieu Grosch
9. Marc Elsen

## Luxemburg

### Effectieven
1. Josy Arens
2. André Bouchat
3. Vinciane Migeaux-Gigi
4. Thérèse Mahy

### Opvolgers
1. Bernard Moinet
2. Julie Millard-Renard
3. Dimitri Fourny
4. Anne-Marie Biren-Klein
5. Murielle Legrand-Scholtus
6. Pierre Scharff

## Namen

### Effectieven
1. Richard Fournaux
2. Isabelle Tasiaux-De Neys
3. Dominique Massart-Lambrechts
4. Françoise Sarto-Piette
5. Daniel Marchant
6. Luc Zabus

### Opvolgers
1. Jean-Claude Nihoul
2. Stéphanie Scailquin
3. Christine de Pret-du Bois d'Aische
4. Ingrid Eloy
5. Jacques Etienne
6. Michel Lebrun

## Waals-Brabant

### Effectieven
1. Raymond Langendries
2. Chantal de Cartier d'Yves-Monnoyer de Galland
3. Olivier Vanham
4. Benoît Thoreau
5. Jeanne-Marie Oleffe

### Opvolgers
1. Brigitte Wiaux
2. Vincent Girboux
3. Evelyne Stinglhamber-Van Pee
4. Philippe Zeegers
5. Thérèse De Baets-Ferrière
6. André Antoine

## Senaat

### Effectieven
1. Joëlle Milquet
2. Raymond Langendries
3. Georges Dallemagne
4. Michel Barbeaux
5. Bathisen Yarol
6. Salvatore Bongiorno
7. Annaïg Tounquet
8. Hubert Chantraine
9. Monique Misenga Banyingela
10. Amand Ancion
11. Isabelle Poncelet
12. Sonia Develter
13. André Bosly
14. Marie-Paule Leboutte-Detelle
15. Francis Delperee

### Opvolgers
1. Clotilde Nyssens
2. Luc Paque
3. Simon Najm
4. Véronique Charlier
5. Marie-Christine Lambot
6. Najyha Aynaou
7. Régine Piron-Gaussin
8. Benoît Lutgen
9. Richard Fournaux